# Marchese di Cholmondeley
Marchese di Cholmondeley (Template:IPAc-en Template:Respell) è un titolo nella Paria del Regno Unito, creato per George Cholmondeley, IV conte di Cholmondeley nel 1815.
Ogni marchese di Cholmondeley è un discendente di Sir Robert Walpole.

## Storia
La famiglia Cholmondeley discende da Sir Hugh Cholmondeley. Suo figlio maggiore era Robert Cholmondeley, I conte di Leinster, mentre il figlio più giovane, Thomas, era l'antenato del Barone Delamere. Venne creato visconte Cholmondeley, nella contea di Meath, nel 1661. Gli succedette il figlio maggiore, il secondo visconte, un sostenitore di re Guglielmo III e della regina Maria II.
Nel 1689 fu creato barone Cholmondeley, nella Contea di Chester, nel paria d'Inghilterra. Nel 1706 venne ulteriormente onorato quando fu nominato visconte Malpas, nella Contea di Chester, e conte di Cholmondeley, nella Paria d'Inghilterra.
Gli succedette suo fratello George, comandante militare di primo piano che comandò le guardie a cavallo nella Battaglia del Boyne, nel 1690. Nel 1715 fu elevato alla Paria d'Irlanda come barone Newborough, nella contea di Wexford, e nel 1716 fu nominato barone Newburgh, nell'isola di Anglesey, tra i pari della Gran Bretagna. Alla sua morte i titoli passarono a suo figlio, il terzo conte. Quest'ultimo fu un politico, Lord del Sigillo Privato e Cancelliere del Ducato di Lancaster.

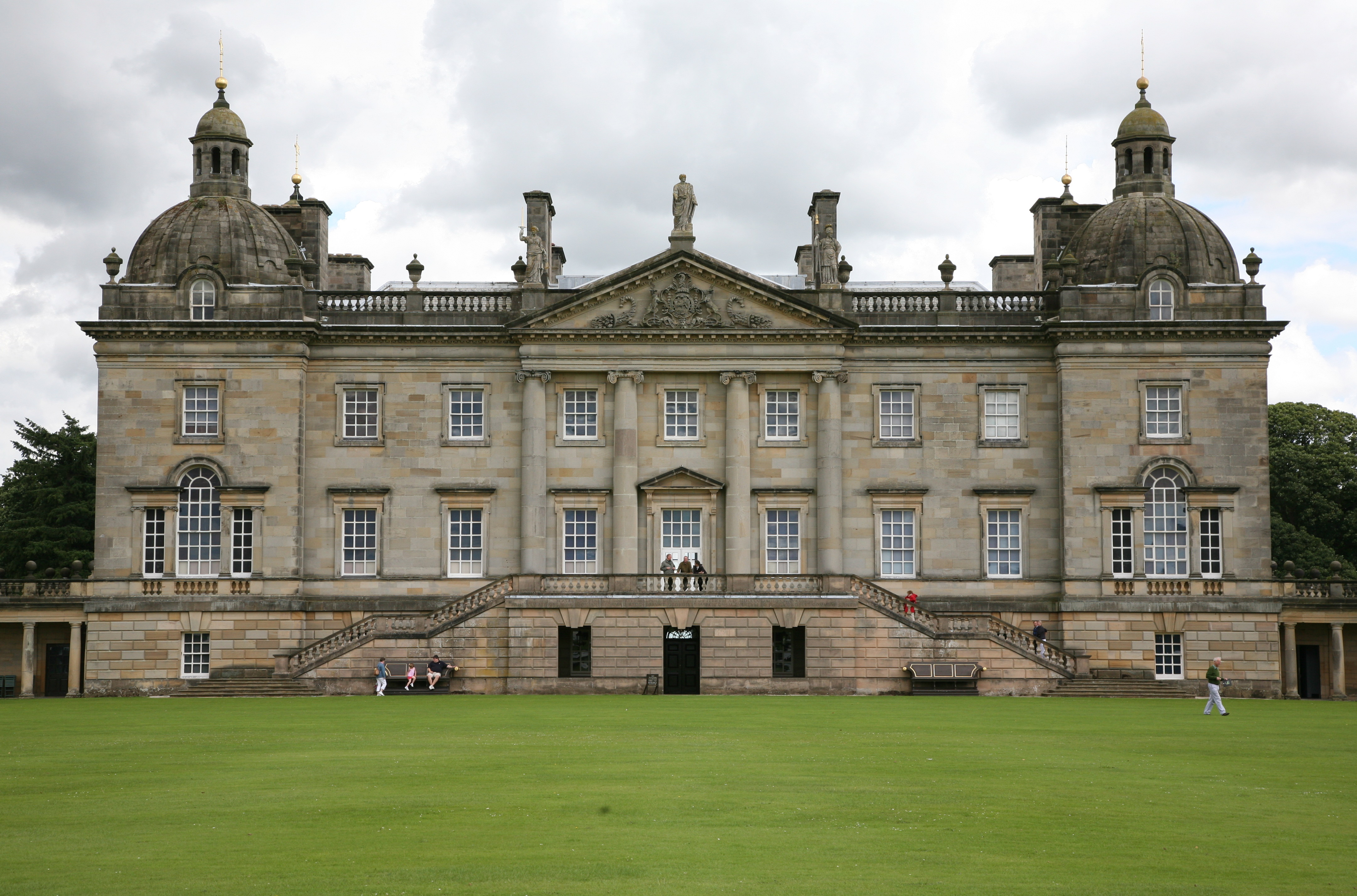
Houghton Hal.

Gli succedette suo nipote, il quarto conte. Era il figlio di George Cholmondeley, visconte Malpas. Nel 1815 fu creato Conte di Rocksavage, nella Contea di Chester, e marchese di Cholmondeley, nella paria del Regno Unito. Gli succedette il figlio maggiore, il secondo marchese, che rappresentò Castle Rising nella Camera dei Comuni. Gli succedette il fratello minore, il terzo marchese, che fu membro del Parlamento per Castle Rising e South Hampshire. A partire dal 2010 i titoli sono detenuti da suo pro-pro-pro-nipote, il settimo marchese, succeduto al padre nel 1990.
Le residenze della famiglia sono Houghton Hall e Cholmondeley Castle.

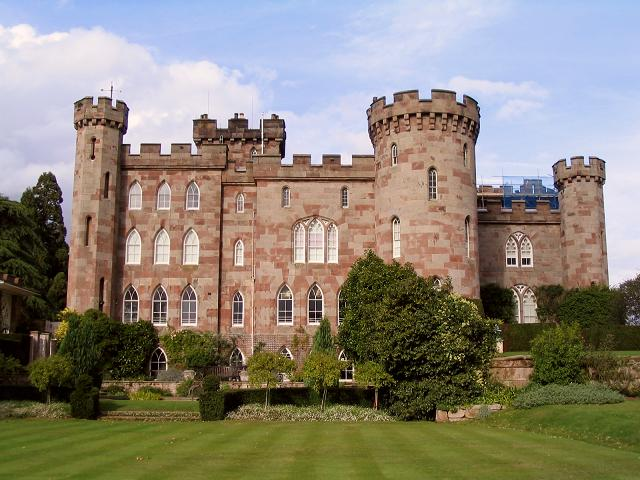
Cholmondeley Castle.

## Visconti Cholmondeley (1661)
- Robert Cholmondeley, I visconte Cholmondeley (?-1681)
- Hugh Cholmondeley, II visconte Cholmondeley (1662-1725) (creato conte di Cholmondeley nel 1706)

## Conti di Cholmondeley (1706)
- Hugh Cholmondeley, I conte di Cholmondeley (1662-1725)
- George Cholmondeley, II conte di Cholmondeley (1666-1733)
- George Cholmondeley, III conte di Cholmondeley (1703-1770)
- George Cholmondeley, IV conte di Cholmondeley (1749-1827) (creato marchese di Cholmondeley nel 1815)

## Marchesi di Cholmondeley (1815)
- George Cholmondeley, I marchese di Cholmondeley (1749-1827)
- George Cholmondeley, II marchese di Cholmondeley (1792-1870)
- William Cholmondeley, III marchese di Cholmondeley (1800-1884)
- George Cholmondeley, IV marchese di Cholmondeley (1858-1923)
- George Cholmondeley, V marchese di Cholmondeley (1883-1968)
- Hugh Cholmondeley, VI marchese di Cholmondeley (1919-1990)
- David Cholmondeley, VII marchese di Cholmondeley (1960)

L'erede è il figlio maggiore dell'attuale marchese, Alexander Cholmondeley, conte di Rocksavage (2009).